# Emskirchen
Emskirchen – gmina targowa w Niemczech, w kraju związkowym Bawaria, w rejencji Środkowa Frankonia, w regionie Westmittelfranken, w powiecie Neustadt an der Aisch-Bad Windsheim. Leży około 9 km na południowy wschód od Neustadt an der Aisch, nad rzeką Aurach, przy drodze B8 i linii kolejowej Monachium - Frankfurt nad Menem/Hanower.
Emskirchen do 31 grudnia 2006 było siedzibą wspólnoty administracyjnej Emskirchen. Postanowieniem parlamentu Bawarii zostało nadanie praw gminy targowej Emskirchen 1 stycznia 2007 i rozwiązanie wspólnoty z jednoczesnym powołaniem nowej lecz już bez gminy targowej wspólnoty administracyjnej pod nazwą Hagenbüchach-Wilhelmsdorf.

## Dzielnice
W skład gminy wchodzą następujące dzielnice: 
| - Emskirchen - Altschauerberg - Borbath - Bottenbach - Brunn - Buchklingen - Dürrnbuch - Eckenberg | - Elgersdorf - Fallmeisterei - Finkenmühle - Flugshof - Grieshof - Gunzendorf - Hohholz - Kaltenneuses | - Leitsmühle - Mausdorf - Neidhardswinden - Neuschauerberg - Oberniederndorf - Pirkach - Plankstatt - Prackenhof | - Rennhofen - Riedelhof - Schneemühle - Sixtmühle - Tanzenhaid - Weihermühle - Wulkersdorf |

## Polityka
Rada gminy składa się z 20 członków:
|      | CSU | SPD | ödp | Wolni Wyborcy | Razem     |
| 2002 | 9   | 4   | 4   | 3             | 20 miejsc |

## Współpraca
Miejscowość partnerska:
- Roquebillière, Francja

## Zabytki i atrakcje
- zamek Brunn
- ruiny zamkowe